# 異世界でカフェを開店しました。
『異世界でカフェを開店しました。』（いせかいでカフェをかいてんしました）は、甘沢林檎による日本のライトノベル。イラストは⑪（トイチ）が担当。2012年からレジーナブックスより順次刊行されている。書き下ろし短編を追加した文庫本版も刊行中のほか、漫画化やゲーム化などのメディアミックスも展開されている。2024年4月時点で電子版を含めたシリーズ累計部数は215万部を突破している。

## あらすじ
料理と食べ歩きが趣味の黒川理沙は、都会でOLとして働きながら、自身や友人のためにその料理の腕前をふるっていた。しかしある日突然、その料理の腕を異世界の女神に見込まれた彼女は、就寝中に異世界へと転移させられてしまう。リサが辿り着いたのは、フェリフォミア王国という、文明の代わりに魔法が発達した世界だった。女神の命でリサの転移を確認しに来た精霊と（ちなみにリサは異世界でも珍しいという精霊視のスキルを持っていたため精霊が見えた）、その導きでリサを発見した筆頭王宮魔術師のギルフォード・クロードから、元の世界に帰ることはできないと聞かされた彼女は、徐々にではあるが異世界に馴染んでいくことにする。
しかし、転移してきたこの世界にはひとつの問題があった。なまじ食材が豊富であるがゆえに「美味しく食べよう」という意識がなく、調理方法が発達しなかったせいで食事が不味かったのである。ついにある日、食事に対しての不満を爆発させてしまったリサは、元の世界で習い覚えた料理をこの世界に広めることを決意し、その手段として自身でカフェを開店することにした。しかし、異世界では身寄りも戸籍すら存在しない彼女には、簡単に店を持つことなどできなかった。そこで、子供に恵まれなかったギルフォードと妻のアナスタシアは、リサをクロード家の養女として迎え、晴れて精霊がたくさん住まう古い路地の一角に、「カフェおむすび」を開店したのだった。
最初は一人で店を切り盛りしていた彼女だったが、リサの焼くパンのおいしさが評判となることで、徐々に来店客が増えてきた。そんなある日、来店した酔っ払いを追い払ってくれたのが、町の騎士団に勤め、将来の騎士団長とも目されていたジーク・ブラウンだった。リサは以前ジークにぶつかって制服を汚してしまったことがあり、その詫びにと手作りのクッキーを渡したことがあったが、そのクッキーおいしさに、食事の持つ可能性に気づいたジークは、リサとの再会を機会に、騎士団を退職し彼女に弟子入りしたいと願い出る。
ジークが接客することで、パンだけではなく、徐々に食事に訪れる客も増えていったある日、店に対して嫌がらせが始まった。犯人は、リサのパンが売れることで、王室御用達のパン屋である自分の家を貶められたように感じたヘレナ・チェスターだった。パンの売り上げが伸びてきたことで、本来のカフェの営業に支障をきたすようになっていたリサは、ヘレナの謝罪を受け入れて、ヘレナには損害の賠償分を従業員として働くこと、そして父親にはカフェおむすびと同品質のパンを毎日納入することを条件として提示した。
カフェおむすびの料理は口コミで広がり、国内だけではなく近隣諸国にもその噂は広がっていた。そんな中で、各国の王族が一堂に会する世界王室会議がフェリフォミア王国で開催されることとなる。隣国エンゲルドから、会議の晩餐会でカフェおむすびの料理が饗されるかどうかの問い合わせがあり、王国の威信を掛けて、リサの料理で晩餐会を成功させることとなった。そこで、リサとジークは、王宮の厨房へ料理の指導へ行くこととなる。
世界王室会議の晩餐会を成功させたリサに、国立学院に新設する料理科の顧問への就任が打診された。悩んだ末にリサは引き受けることとしたが、ある日リサに、エドガー王太子との縁談話が持ち上がる。これはフェリフォミア王の勇み足によるものだったが、世間からの自分を見る目が変わってしまったことで、リサは自分のためにしていた料理に、いつの間にか自分自身が縛られてしまっていたことに気づくこととなり、体調を崩してしまう。
リサが体調を崩している間、今まで以上にお互いのことを考えたリサとジークは、ふたりとも相手に対して師匠と弟子以上の感情を持っていることに気づき、リサが復調してから恋人としても付き合い始めることとなった。
料理科新設へ向けた準備と、さらに開講後は教師としての時間も必要となるため、リサとジークがおむすびで働く時間は少なくなる。そこで新たな従業員を雇い入れる必要が出たが、簡単には見つからない。そんなある日、王宮厨房でジークの菓子作りの手際に感銘を受けたアラン・トレイルは、料理長マキニスに紹介状をもらって退職し、カフェおむすびを訪れジークに弟子入りを志願する。時をほぼ同じくして、街中でリサが体調不良で倒れた際に居合わせて世話をしてくれたオリヴィア・シャーレインが店を訪れる。夫を失った後息子と離れ離れとなった生活を送っていることを聞いたリサは、カフェおむすびで働くことを提案し、カフェおむすびに新たにアランとオリヴィアが従業員として加わることとなった。
2年の月日が流れ、いよいよ国立学院に料理科が新設された。リサをはじめとして、ジーク、王宮厨房の副料理長だったキース・デリンジェイル、そして動植物学者のセビリア・コルンの4人を講師として、20名の料理科一期生とともに、暗中模索の授業が開始された。
リサたち講師陣は、経験も前例もない料理科のカリキュラムを進めていく。一期生の生徒たちもリサたちの指導を受け、一人前の料理人になるべく努力を重ねていく。そして少しずつではあるが着実に、リサとジークの距離は縮まっていった。
学院が夏休みとなる頃、フェリフォミアでは長期のバカンスシーズンとなる習慣があった。その機会に従業員全員で隣国スーザノウルへ社員旅行に出かけたリサたちは、現地でその地の領主ウィルフレッド・スーザノウル・マスグレイブ公爵と知己を得る。
フェリフォミアに戻ってカフェを再開したある日、店にマスグレイブ公爵が現れる。彼は料理科の視察と、リサに母国の料理人への個人指導を希望するために訪れた。小麦が多く使われた料理を堪能した公爵は、小麦の取れない自国のためにコグル粉(コーンミール)を使った主食を考えてほしいと依頼する。夏にスーザノウルを訪問した際に現地で広めたトルティーヤ以上のものを作る自信がないリサは、代わりにスーザノウル西部で採れる泥麦(インディカ米)を使ったフォーの作りかたを伝授する。
その間にも、リサは納豆、コーヒー、ダイエットメニュー、水羊羹などのメニューを次々と開発していった。
ある日カフェに、長身の美人がジークを訪ねてやってきた。ヴィルナと名乗ったその女性は、隣国ニーゲンシュトックの騎士団総帥の娘だったが、女性が軍務に就けない故国を離れてフェリフォミアの騎士学校に入り、かってのジークの同級生であった。ヴィルナとジークの仲を疑ったリサは、持ち前の思い込みから嫉妬に走り、一時ジークやヴィルナとの距離が離れてしまう。その誤解が無事に溶けた頃、リサはヴィルナから野戦食の相談を受ける。騎士団の遠征に同行してこちらの世界へ転移してからずっと材料を探し求めてやっと調合に成功したスパイスを使ってスープカレーを作った。最初は全員に気味悪がられたものの、視察に訪れたヴィルナの父であるニーゲンシュトック騎士団総帥ロディオン・エイゼンシュテインがひとくち食べて絶賛したことで受け入れられ、後日正式にカフェのメニューとしても登場することとなった。
カフェも学校も休みのある日、ジークの愛馬に乗って郊外の高台へピクニックデートに訪れた二人。そこでジークからプロポーズされたリサは、彼との結婚を決める。帰った二人を、クロード家夫妻やカフェのメンバーが祝福してくれた。
ある日、「お米」という名のカフェがフェリフォミアにオープンする。メニューはリサがアシュリー商会を通じて販売しているレシピに基づいているようだが、調理技術はおむすびには及ばないお粗末なものであった。当初、料理の文化が広まったと他店のオープンを喜んだリサだが、その店がおむすびの系列店と間違われたことや、料理は重要ではなく美形男子の接客をメインとする営業方針に反感を持ち、決して他店には真似の出来ないであろう新メニューとしてカフェでマカロン、マシュマロ、スフレの提供を始めた。
リサたちの努力で次第にカフェ・お米の売上が落ち込み、従業員が逃げ出して営業を続けられなくなったオーナーは、閉店後のおむすびに侵入しようとして騎士団に捕縛された。その際ヘレナは、不審者対策として通勤の送り迎えに付き添ってくれたアランに思いを告げるが、アランも同じくヘレンに好意を抱いていたことが分かり、二人は付き合うこととなる。
ニセ2号店騒ぎを受けて、リサはアシュリー商会から本当の2号店出店を打診される。店のキャパシティから来店したくても入れなかった客が多いという事実を知って、自身やスタッフの時間や労力の限界との間で悩むリサ。そしてついに自身の目的が、こちらの世界に美味しい料理を広めることであったという原点に立ち返り、2号店の出店を決意し、その店長と副店長を、アランとヘレナに依頼する。
2号店のオープンを1箇月後に控えたある日、エドガー王太子が閉店後のおむすびを訪れた。それは、王太子の想い人である隣国エンゲルドの王女メルディアルア・ドネ・エンゲルドをおむすびでもてなしたいのだが、警備の都合上店を貸し切りにしたいという依頼のためであった。客の身分で特別扱いはしないことをモットーとしているリサは、その申込を一旦断る。しかし、2号店がオープン直前であることを利用して、アランとヘレナに王女のもてなしを任せることとした。無事に二人のもてなしを終えたアランとヘレナは、2号店をオープンさせるのであった。

### 漫画版
野口芽衣の作画により2014年10月より漫画化され、2015年8月より刊行されている。
原作には無かったエピソードが挿入されている、原作とは異なる流れのエピソードがある、等の違いがある他、巻末にミニレシピが記載されている。2021年5月現在、アルファポリスのサイト上にて連載中。

### アプリ版
スマートフォン（Android / iOS）向けゲームアプリとして2017年4月13日サービス開始。開発・運営はアルファゲームス。基本プレイ無料（アイテム課金制）。2018年6月29日をもってサービスを終了した。
リサのキャラ紹介ページにも『妹のように』とあるようにプレイヤーは同じように女性である設定で、周囲に男性キャラクターも多いため乙女ゲームのようだが、パズルゲーム要素をこなして店を繁盛させるシミュレーションゲームである。

## 登場人物
「声」はゲーム版の声優。

### クロード家の人々
リサ・クロカワ・クロード（黒川理沙）
声 - 今村彩夏
主人公。初登場時22歳。日本にいたころの名前が黒川理沙で、異世界に転移後の名前がリサ・クロード、正式名がリサ・クロカワ・クロードである。これは異世界に転移したが故に戸籍が無い彼女がカフェを開業する際に、クロード家の養女となったため。
田舎農家の四人兄弟の末っ子として生を受け、自給自足の家庭で育った。そのため料理が得意であり、友人から『いつでも嫁にいける』と言われたり、料理人にならないのかと聞かれたりするほどの腕前を持つ。
『思い込んだら一直線』なところがあり、それにより迷走することもあった。
ジークとは、カフェを運営していく過程で惹かれあって恋人となり、数年後プロポーズを受けて結婚し、クッキングコンテスト後に妊娠が発覚、最終巻のある出来事後に出産した。
バジル
植物を司る緑の精霊であり、リサが異世界で最初に出会った存在でもある。当初名前を持たなかったが、着ている服の色からリサにバジルと名付けられることで契約を交わし、リサをマスターと呼ぶようになった。精霊の姿はリサ以外は他のキャラクターで見えているのはギルフォードとルトくらいで魔術の素養があると見える。カフェ・おむすびのある通りは古い商店街で住み着いている精霊は多くバジルが宣伝したこともあってお菓子をねだってくるようになる。また、個体によって服装は様々だが性別はない。
ただし、バジルの場合ロングスカートのような服と頭にリボンを付けている格好の為、リサが妊娠した際（ある理由から赤ちゃんと仲良しだった事もあって）「バジルちゃんはこの子の“お姉さん”だね」と言われており、本人も喜んでいた。

ギルフォード・ハイド・クロード
クロード侯爵家の当主であり、筆頭王宮魔術師（魔術省長官）を務める人物。親しい人からはギルと呼ばれる。騎士団からの報告により調査に出かけた森の中で、リサを発見。彼女を養女にしてからは、養女とは思えないほどの、親馬鹿っぷりを見せる。
アナスタシア・アシュリー・クロード
ギルフォードの妻であり、夫同様にリサを本当の娘のように想っている。親しい人からは、シアと呼ばれる。王都一の商会であるアシュリー商会の代表の妹であり、自身もシリルメリーという超人気ブランドのオーナー社長兼デザイナーでもある。
マリー
クロード家の侍女長。温厚な性格で、養女であるリサにも礼儀正しく接する。リサが体調を崩したときにも、リサをいたわったり、見舞いに訪れたジークにもリサを気遣う言葉をかけるなど、心からリサをクロード家の娘として接している。
ブライアン・ハイド・クロード
ギルフォードの兄で、フェリフォミア王国の南西部にあるクロード領の領主。
領主の仕事でたびたび王都に来るので、リサも何度か会った事があるのだが、彼女の「ブライアンさん」に対し、「伯父さんと呼んでくれ」といつも言っている。
リサが結婚の事である悩み、マリッジブルーになった為、気分転換にとシアの計らいでクロード領に戻る時にリサも一緒に連れ帰った。

### カフェ・おむすびの従業員
ジーク・ブラウン　→　ジーク・ブラウン・クロード
声 - 梶裕貴
初登場時18歳。騎士団の新鋭であり、将来の騎士団長候補として期待されていた。食事は必要な栄養を補給するためのもので、ただ空腹が満たされればよいと考えていた。しかし、リサと彼女の作るスイーツとの出会いに衝撃を受け、騎士を退職。リサの一番弟子として、腕を磨くことになる。クールで無表情なため感情の起伏や考えが分かりづらい。イケメンであり、彼目当てで来店したり従業員として応募してくる女性客も少なくない。3人兄弟で、兄と妹がいる。
当初はリサを師匠として尊敬していただけだったが、カフェを運営していく過程で惹かれあい、恋人となった。そして数年後には、プロポーズして結婚。クロード家に婿入りすることとなった。
ヘレナ・チェスター
王室御用達のパン屋の娘だが、カフェ・おむすびで売り出したパンによって客足が激減。そのことを逆恨みして嫌がらせを繰り返した末にボヤ騒ぎを起こしてしまう。その償いとしておむすびで働くこととなった。なお、実家のパン屋にはパンの製法を指導して製造を委託し、おむすびに毎日パンを卸してもらうこととなった。賠償を払い終えた後も店に残りたいと申し出て、カフェ・おむすびの正式スタッフとなる。接客スタッフとして働いていたが、とある出来事が切っ掛けでコーヒーの淹れ方にハマってバリスタとなる。
年齢はジークの2歳下。結婚も考えていた恋人がいたが、相手も家業を持っていたためパン屋の経営が傾いた際「店が潰れたなら嫁に来てくれるよな?」という一言がきっかけで別れている。
アラン・トレイル
もとは王宮の厨房で働いていたが、菓子を作るジークの手際に感動して、ジークに弟子入するためにマキニス料理長に紹介状を書いてもらったうえで退職し、カフェ・おむすびにやってきた。そそっかしいところもあり、新メニューのためにリサが用意した素材（カカオマスや“にがり”など）の味を確かめてびっくりするシーンが多々ある。
年齢はヘレナの1歳上。アラン自身は自覚していないが、ヘレナと仲がよく周囲から見守られている。
オリヴィア・シャーレイン
以前結婚記念日のサプライズとして、夫に連れられてカフェ・おむすびに来店したことがある。リサが体調を崩して街で倒れたときに偶然居合わせ、手当やクロード家への連絡を手配した縁で、おむすびで働くこととなった。亡くなった夫との間に、ヴェルノという一人息子がいる。

### 町の人々
ガント・サイラス
カフェ・おむすびの隣にあるサイラス魔術具店の店主で魔術具職人。
オーダーメイドの魔術具や修理、改造まで行っているため昔からの顧客が多く、カフェ・おむすびもその一つ。
火力を調節するコンロやミキサーなどをリサから頼まれ作り上げた。
物凄く暑い日に工房で倒れ、駆けつけたリサに応急措置の知識があったお陰で事なきを得る。
〔因みに症状は熱中症。食欲がなかった上に水分を補給しておらず、蒸し暑い場所にも関わらず汗をかいていなかった。〕
アンジェリカ・サイラス
カフェ・おむすびの隣にあるサイラス魔術具店の看板娘。年齢も近いことからリサとはすぐに打ち解け、おむすびの常連となってくれるだけではなく、時には店の手伝いもしてくれる。
年齢はジークの1歳下。好物はエッグタルト。「食べ過ぎによるカロリーオーバー」という美味しい食事の負の側面に遭遇し、リサ発案のダイエットメニューによる減量に成功した。
初登場時、リサの事を年下だと思っていた。
物凄く暑い日に父親が工房で倒れた際は顔を青ざめ、今にも泣きそうな顔でリサに助けを求めた。
実はアンジェリカは幼い頃母親を病気で亡くしており、ガントが倒れた時も父親まで亡くしてしまうのではと考えたらしい。
ポール・チェスター
王室御用達のパン屋の主人で、ヘレナの父親。カフェ・おむすびのパンの評判を聞き、アシュリー商会からレシピを購入するものの、習い親しんだパンの作り方が抜けずに、リサのようなパンを焼くことができなかった。リサはそれを、カチコチパンの呪いと呼んだ。リサの猛特訓のおかげで、やっとおむすびと同品質のパンを焼くことができるようになり、それ以来毎日、おむすびにパンを卸すようになる。
アレクシス・ジゼル・アシュリー
アシュリー商会の代表で、アナスタシアの実兄で、リサにとっては義理の伯父に辺るが、彼女からは「アレクさん」と呼ばれている。
リサが出店する際に、店や食材の手配などを引き受けてくれた。開店後も、アシュリー商会には食材や異世界に存在しなかった調理器などの手配を頼むことになる。
ラインハルト・ハウエル
町の騎士団員で、ジークとは長年の付き合い。騎士団長確実とまで言われたジークが騎士団を辞めたことが気に入らず、リサに苦情を申し入れた。その後ジークにスイーツを食べさせられたことで彼の覚悟を知り、それ以来文句は言わなくなった。訓練時の食事や夏場の熱中症対策など、騎士団の職務に関わる形でカフェ・おむすびを訪れることが多い。
ヴィルナ・エイゼンシュテイン
町の騎士団員で、ジークとは長年の付き合い。王立学院騎士科を卒業してから地方の騎士団に配属されていたが王都に転属してきた。女性ではあるがジークやラインハルトとは完全に友人ポジションという裏表のない性格。フェリフォミア人ではなく隣国のニーゲンシュトック出身で父のロディオンは自国騎士団総帥を務めている。
幼いころから騎士を夢見ていたが、ニーゲンシュトックでは女性は軍に入れないことからフェリフォミアの王立学院騎士科に入った。

### 王宮関係者
エドガー王太子
声 - 桜田通
フルネームは、エドガー・アシリング・フェリス・フェリフォミアで、フェリフォミア王国の王太子。気さくで温和な人物。一度はリサとの縁談話が持ち上がるものの、彼には曰くのある思い人がいることをリサに告げ安心させる。リサの料理では、ハンバーグが好物。
アデリシア王妃
フェリフォミア王国の王妃であり、アナスタシアの幼馴染。また、ギルフォードのいとこでもある。親しい人からは、アデルと呼ばれる。アナスタシアにリサの店のことを聞き、家紋付きの馬車でパンを買いに行ったことから、カフェ・おむすびの評判が一気に上がった。
ロイズ
ギルフォードの同僚で友人でもあり、文官省の長官を務めている。リサに世界王室会議のための料理の指導を依頼したり、国立学院の料理科創設の相談を持ち込むこととなる。
イアン・マキニス
王宮の料理長であり、真面目な人物。料理人としてのプライドもあり、初対面ではリサのことを小娘と下に見ていたが、実力を知ってからは非礼を詫び、その技術の習得に熱心である。カフェ・おむすびには協力的で、リサの不在時にはキースを手伝いに行かせたり、見習いコックのアランをおむすびに紹介するなど、いろいろと便宜を図ってくれる。
キース・デリンジェイル
声 - 羽多野渉
王宮の副料理長を務める。チャラい言動も取るが、料理の研究には熱心であり、アシュリー商会で販売されている、リサのレシピ集も購入し研究している。リサが王宮の料理指導を行うことになった際には、彼女が厨房の人間に認められるよう、料理長との料理対決を提案したりもした。ジークと張り合うことが多く、お互いにライバルだと思っている。孤児で、成人後は荒れた生活をしていたがマキニスに拾われた。料理人になってからは元居た孤児院にも顔を出すようになり、美味しい料理を作れるようになってからは殊更歓迎されるようになった。
リサが国立学院に料理科を新設する際には、調理担当の講師として手伝うこととなった。

### 料理科関係者
ルトヴィアス・アシュリー・マティアス
マティアス侯爵家の嫡男で次期当主。魔術師を多く輩出したマティアス家の中でも特に優秀で、生まれながらに精霊と契約できる体質を持ち、王宮魔術師長候補と言われていた。幼いころから英才教育を受けたおかげで、国立学院に入学しても新たに学ぶことがなく、成績優秀ながら不登校の傾向があった。しかし、カフェ・おむすびのクッキーを口にしたことで世間の見方が変わり、自身も料理の道に進みたいと考えるようになる。リサのアドバイスを受けて両親を説得し、無事国立学院料理科の一期生となった。アメリアからは、ルトと呼ばれている。
シャーノア
ルトヴィアスの契約精霊で、水を操る。
最近操る水の勢いが増した事にルトが気付いて問いかけると、ルトの作る料理を食べるようになってから操る水の量が増えたと伝えた。
正直大発見ものではないかとルトは思っているのだが、本人は食べたいから食べているだけなので定かではない。
アメリア・イディール
マティアス家に仕える両親の元、同い年のルトヴィアスとは兄弟のように育った。一緒に国立学院の初等科に通っていたが、授業に出ないルトヴィアスのことを、いつも気にかけていた。ルトヴィアスにカフェ・おむすびのクッキーを教えた本人である。それをきっかけとして料理科に進みたいと言い出したルトヴィアスと一緒に、自身も料理科に進むこととなった。
ハウル・シュスト
料理科の一期生。可愛らしい顔の少年でルトヴィアスは初対面時に女の子と勘違いしたが、後にアメリアを交えて友人となる。孤児で、キースがいたイシドール第2孤児院で暮らしている。初等科卒業後働きに出ようとしていたところを、キースに勧められて国立学院の料理科へ進学した。幼いころからキースに料理を習って孤児院で調理の手伝いをしていたことから、調理実習では最も上手に料理を作ることができる。
トマス・ヤーコブス
料理科の一期生。料理未経験者がほとんどとはいえ成績が振るわず補講の対象となった際、成績の良かったハウルを妬んで身分を盾にしたいじめをしてしまう。キースから説教されていじめはしなくなったが、ハウルやルトとは距離を取っていた。花祭りの屋台では仏頂面で差し入れのかき氷をハウルに渡していた。
セビリア・コルン
王宮で動植物学の研究をしていたが、リサの誘いで国立学院の講師となった。料理科では、動植物学と野菜の栽培実習を担当する。リサが体調を崩したときに、王宮で偶然であったジークに栄養価の高いルベルを食べさせるよう勧めたことがある。

### 他国の人達
スーザノウル
クリフ＆マリア夫妻
カフェ・おむすび一行がバカンスで宿泊した、海風亭の主人夫婦。ナタリアとジェイミーという姉弟の子供がいる。ゲルドフ子爵の嫌がらせで、店を畳まなければならない事態に陥っていた。
ウィルフレッド・スーザノウル・マスグレイブ
カフェ・おむすび一行が訪れた、リゾートビーチを含むマスグレイブ領の領主で、スーザノウルの公爵。現国王の弟であり、自由奔放すぎる人物。予定されたスケジュールよりも、自分の関心のあることを優先しようとし、側近のニコラスに苦言を呈されることもしばしば。ビーチを訪れたときに食事をしようと海風邸を偶然に訪れ、そのピンチを救った。
何度目かのフェリフォミア来訪の際、リサの妊娠による体調の変化にいち早く気付いた人物。
〔ただし、彼自身はリサが妊娠していると言う事には気付いておらず「雰囲気が丸くなった」と言う表現をしてしまった為、それを聞いたリサ達に太った発言したと思われてニコラスに責められた。〕

エンゲルド
メルディアルア・ドネ・エンゲルド
エドガー王太子の想い人。
当初エドガー王太子の父親に結婚を猛反対されていたが、実はその理由がとんでもなくくっだらない物だったのでリサが機転を効かせ二人の味方を増やした（主に中立だったエドガーの母親をこっち側に引き込んだ）お陰で結婚が成立。
エンゲルドは島国で、フェリフォミアからかなりの距離があるため嫁ぐ形となった。
お茶会や結婚式用にとマレナ茶を振る舞う。
結婚式の準備中に疲れから発熱して倒れ、食欲が無かった際もマレナ茶を使ったクッキーだけは食していた。
それを食べきった際にエドガー王太子が作ったハート形のマレナ茶入りクッキーをプレゼントされる。
のんびりと言うかどこか抜けている弟がおり、フェリフォミアに一人で来て行き倒れていたと知らされ怒鳴り付ける所をリサに見られている。

ニーゲンシュトック
ロディオン・エイゼンシュテイン
ニーゲンシュトック騎士団の総帥で、リサがフェリフォミアの騎士団に調理指導をしている際視察に来る。
フェリフォミアの騎士団に娘、ヴィルナが留学しており、初登場時はからかうことで周囲から『娘に構いたい父と反抗期な娘の図』と認識された。
その後リサの料理や機転（パンを使って器のスープを拭う事で水の節約）に感銘を受けフライングでスカウトするが即座にストップを入れられ、その後ヴェルナを通してニーゲンシュトックの皇家の紋章入りのペンダントトップをリサに送った。
因みに娘であるヴェルナを溺愛しているのか、ヴィルナと婚約者であるリクハルドが言い争いでうっかり“婚約解消”を口にし、それを聞いたある人物（詳細は不明）がヴィルナへ結婚の申し込みをした事でそれを知った彼は、二人が仲直りした後に屋敷へ乗り込んでリクハルドを「歯ぁ食いしばれ！」と叫んで右手で殴り飛ばすと言う暴挙を起こした。
リクハルドはロディオンの部下だが、彼は騎士団総帥としてではなく、一人の娘を持つ父親として殴ったとの事。
一応情けをかけ利き腕とは逆で殴った（つまり利き腕は左）と発言していたが、副官であるスヴェンによると、ロディオンは常に鍛えている為両利きと変わらないくらい右腕の力も強いらしい。
その後あるパーティーの料理準備の際、野次馬としてしれっと交ざっていた。
総帥として料理の確認をしに来たと発言していたが、その後「つまみ食いしに来たわけではないぞ！」と続けた為その場にいた全員から『つまみ食いしに来たんだ・・・』と思われた。
その後巻き舌+どすの利いた声のスヴェンに叱られつつも退場した為、その後の厨房は嵐が去ったあとのような静けさに包まれたと言う。

## 組織や施設
フェリフォミア王国
資源に恵まれた王国であり、善政を敷いている。リサが転移した際の国であり、以後の本拠地ともなった。騎士団が存在し、治安維持から消防・救急までまとめて管轄している。
カフェ・おむすび
リサが開業した飲食店。異世界の基準からすると、斬新で他では食べられない料理を提供しているため、とても繁盛している。また、一部を除いたレシピは、アシュリー商会より販売している。店名の由来は、リサが料理を通じて人と人とを結びつけられるようにとの願いを込めたことによる。
アシュリー商会
王国を代表する商会であり、代表はリサの養母であるアナスタシアの兄。リサの注文を受けて、あまり一般的ではない食材を探し出したり、今まで誰も使ったことのない調理器具などを製作してくれる。この店がなければ、カフェ・おむすびの存続はできないと思われる。
フェリフォミア国立総合魔術学院
通称国立学院。フェリフォミアの次世代を育てるため、魔術師科・魔術具科・騎士科・一般教養科の4科がある。入学は10歳で、3年間の基礎学科を修めたあと、専門学科へと進学する。リサの料理が国益に叶うと判断されたため、数十年ぶりに新しい専攻科「料理科」を創設し、リサを顧問として迎えることとなった。
聖イシドールス初等学院
貧困家庭に手を差し伸べたり、孤児を引き取って育てた昔の聖人の名前を冠した学院。名前の通り、初等科だけで専門課程がない。比較的身分の低い層の子弟が通う。口の悪い者からは「貧乏人の代名詞」とも言われている。
イシドール第2孤児院
かってキースが在籍し、今はハウルが暮らしている孤児院。施設が古くなったため、建て替えて存続することとなったのだが、ルトやアメリアはハウルをイジメていたトマスの誤情報で潰れるのかと誤解していた。
クロード領（領都クローデル）
フェリフォミア王国の南西部にある。
リサを養子にしたギルフォードの兄が領主を勤めている。
比較的王都に近いが、冬の間は王都と行き来する人が少ない為、春になると新しいものや情報が一気に入り景気づくらしい。
特産は装飾品で、宝石や金属がたくさん採れるため加工技術もフェリフォミア随一らしい。
エンゲルド
フェリフォミアの隣国。政治体制は不明だが、世界王室会議に出席することから、フェリフォミア同様王制が敷かれているものとおもわれる。早いうちからカフェ・おむすびの評判が国内に伝わっており、世界王室会議での晩餐会について、フェリフォミアに問い合わせてきた。
後にエンゲルドは島国だと表記されていたので、海を挟んだ隣国と思われる。
スーザノウル
フェリフォミア王国の隣国であり、海水浴などの観光業が盛ん。夏のバカンスで、カフェ・おむすびの社員が慰安旅行に訪れた。
ニーゲンシュトック
フェリフォミア王国の隣国。ヴィルナの故国であり騎士団同士の交流もある友好国。過去の戦争で人口が激減したことがあり、そのことから女性の軍役が禁止されている。

## 両世界における食品・食材の対応
リサを転移させた女神によれば、こちらの世界の食材と似たものが、異世界にもあるとのこと。（以下異界世界における名前の50音順）
アッガー
エビの一種。エビは種類によってはそのまま「エビ」と呼称されるものもあるが、その区別は不明。
アメルケティの種
コーヒー豆。普通は眠気覚ましの薬の材料として使われ、一般には流通していない。
カムネ
金柑ほどの大きさの、ライムに似た柑橘。絞り汁をドレッシング代わりに野菜にかけて使う。
クレアラ
ピンクの花弁を持つ食用花。
ケール
サケに似た魚。
コグル
トウモロコシに似た野菜。粉に挽いてコーンミールのようにしても利用する。粉に挽いたものは「コグル粉」と呼ばれる。
米
短粒種が飼料用として用いられているが、食用ではないため一般には流通していない。また、長粒種は「泥麦」と呼ばれており、更に評価が低かった。
クロード領で作られた米は独特の粘り気がありもち米に近く、粉にする事で団子の材料にもなる。
ササメ
インゲンマメに似た野菜
サニーチェ
詳細は不明だが、秋植えで冬に収穫できる野菜。
ザラナ
ホウレンソウに似た野菜。
シークァ
レモンに似た果実。
シューゼット
キャベツに似た野菜。
シュローム
カカオ豆に似た木の実。これを発酵、乾燥、焙煎、磨砕させたものは、なぜか「カカオマス」と呼ぶ。
スィズ
梅に似た果実。
カフェ・おむすびではシロップにしたり、梅干しにしておむすびの具にしたりしている。
タマゴ
ニワトリではなく、トトの卵。
トリ肉
ニワトリではなく「トト」という名の鳥の肉。「トト肉」と呼ばれる。
泥麦
インディカ米
ナツァナ
パイナップルに似た果実。
スーザノウルの特産品。
酸味と甘味がある果実で、ソースの味をまろやかにしたり、お肉を柔らかくする効果もある為、スイーツだけでなく料理にも使われている。
ナナット芋
サツマイモに似た野菜。
ニオル
タマネギに似た野菜。
ニーオレ
長ネギに似た野菜。
バイレ
昆布に似た海藻。
パニップ
ニンジンに似た野菜。
パルゥシャ
マンゴーに似た果実。
濃厚な甘みがあるが、限度を超えて熟すと柔らかくなりすぎてしまう。
ナツァナ同様スーザノウルの特産品。
カフェ・おむすびではプリンやタルト等のスイーツに使われ、スーザノウルフェアの目玉になった。
パン
ロールパン状のものが広く食されているが、イーストにより発酵させていないいわゆる種無しパンで、膨らまないためにカチコチに硬い。発酵させたパンも徐々に広まっているが、王都や大きな町から離れた地域だと普通に出てくる。
ブブロン
栗に似た食材。
ケーキやご飯、甘露煮にして茶碗蒸しの中に入っていたりする。
プルエ
カボチャに似た野菜。リサの料理が広まる前は王宮でも「塩を入れて煮ただけの代物」がスープとして供されていた。塩だけのスープは、前述のパン同様に王都や大きな町から離れた地域だと普通に食されており、スーザノウルへの旅の途上で宿泊した村の宿屋で出た際には、カフェ・おむすびで働き続けて舌も肥えたジークたちはかつての自分たちの食生活に驚愕していた。
ペルテン（黄）
黄色いパプリカに似た野菜。辛味はない。
ペルテン（赤）
形は赤いパブリカだが、辛味があるので唐辛子に似ている模様。
ポルーボ
見た目がちょっとグロテスクな食材だが、慣れればコリコリの歯応えと、噛む度に味が染み出てくるのがたまらない。
生のポルーボはぬめりがすごく、生臭さもある。
タコに似た食材。
マレナ茶
エンゲルドで良く飲まれているお茶。
緑色の粉末をボウルのような器に入れお湯に溶かし、小さな箒のような道具で泡立たせた方法で飲む。独特の苦味があるため苦手な人も多い。
抹茶と同じ香りと味らしく、その後クッキーやマレナ塩等にも使われている。
リサが教えるまで溶かして飲む以外の方法は無かった。
マロー
形はナスだが、味はトマト。果物と考えられているため、リサが来るまでは加熱調理はされていなかった。
ミズサイ
ダイコンに似た野菜
ミルク
ミルクはミルクだが、牛乳ではなくミルクの木の実から採られる。カフェ・おむすびでは、採取したミルクの実を更に熟成させてから使用している。ちなみに、こちらの世界にも牛はいるが、肉牛としてのみ飼育され、搾乳は行なわない。
ムシャロム
菜の花に似た食用花。
ムム芋
ジャガイモに似た野菜。
メイチ
イチゴに似た果実。
モルモロ
白いラグビーボールのような野菜で、片側に黒くて小さなヘタが着いている。
皮が硬いが加熱すると中がとろっとする事から、ナスに似た野菜。
クロード領で夏頃に採れる。
ラムル
カボスに似た食材。
リッケロ
ニンニクに似た野菜。
リューミ
メロンに似た果実。
カフェ・おむすびではシャーベットにもして提供している。
リル
見た目はリンゴ、味はオレンジの果実。リサは、イーストの培養にも用いた。花祭りではルトたちの班は串に刺したリルを飴で包んだ「リル飴（りんご飴）」を屋台で出した。
リンツの実
ほぼオリーブの実と同じもので、その成分も同様。
オリーブオイルならぬリンツ油が存在する。
リサが最初王宮の料理長のマニキスと料理対決をした際、マニキスはリンツ油を多く使いムニエルを作った。
ルベル
非常に栄養価の高い植物だが、入手困難で幻の植物と呼ばれている。

## 既刊一覧

### 単行本
- 甘沢林檎（著）・⑪（トイチ）（イラスト） 『異世界でカフェを開店しました。』 アルファポリス〈レジーナブックス〉、全13巻。
  1. 2012年11月30日初版発行、ISBN 978-4-434-17372-1
  2. 2013年9月30日初版発行、ISBN 978-4-434-18354-6
  3. 2014年6月30日初版発行、ISBN 978-4-434-19295-1
  4. 2014年11月30日初版発行、ISBN 978-4-434-19977-6
  5. 2015年3月31日初版発行、ISBN 978-4-434-20440-1
  6. 2015年8月31日初版発行、ISBN 978-4-434-20987-1
  7. 2016年2月4日初版発行、ISBN 978-4-434-21587-2
  8. 2016年12月31日初版発行、ISBN 978-4-434-22094-4
  9. 2016年12月31日初版発行、ISBN 978-4-434-22772-1
  10. 2017年8月3日初版発行、ISBN 978-4-434-23588-7
  11. 2018年3月5日初版発行、ISBN 978-4-434-24350-9
  12. 2018年11月5日初版発行、ISBN 978-4-434-25273-0
  13. 2019年8月5日初版発行、ISBN 978-4-434-26282-1

### 文庫版
- 甘沢林檎（著）・⑪（トイチ）（イラスト） 『異世界でカフェを開店しました。』 アルファポリス〈レジーナ文庫〉、全13巻。
  1. 2017年3月20日初版発行、ISBN 978-4-434-22999-2
  2. 2017年6月20日初版発行、ISBN 978-4-434-23305-0
  3. 2017年9月20日初版発行、ISBN 978-4-434-23706-5
  4. 2017年12月20日初版発行、ISBN 978-4-434-23973-1
  5. 2018年3月20日初版発行、ISBN 978-4-434-24361-5
  6. 2018年6月20日初版発行、ISBN 978-4-434-24697-5
  7. 2018年9月20日初版発行、ISBN 978-4-434-25078-1
  8. 2018年12月20日初版発行、ISBN 978-4-434-25358-4
  9. 2019年3月20日初版発行、ISBN 978-4-434-25736-0
  10. 2019年9月20日初版発行、ISBN 978-4-434-26261-6
  11. 2020年7月20日初版発行、ISBN 978-4-434-27508-1
  12. 2020年12月20日初版発行、ISBN 978-4-434-28223-2
  13. 2021年4月9日初版発行、ISBN 978-4-434-28768-8

### 漫画版
- 甘沢林檎（原作）・野口芽衣（作画） 『異世界でカフェを開店しました。』 アルファポリス発行 / 星雲社発売〈レジーナCOMICS〉、既刊15巻（2024年12月25日現在）
  1. 2015年8月31日初版発行、ISBN 978-4-434-20842-3
  2. 2016年3月31日初版発行、ISBN 978-4-434-21675-6
  3. 2016年11月30日初版発行、ISBN 978-4-434-22546-8
  4. 2017年7月4日初版発行、ISBN 978-4-434-23294-7
  5. 2018年3月5日初版発行、ISBN 978-4-434-24182-6
  6. 2018年11月5日初版発行、ISBN 978-4-434-25127-6
  7. 2019年6月5日初版発行、ISBN 978-4-434-25928-9
  8. 2020年3月5日初版発行、ISBN 978-4-434-27005-5
  9. 2020年9月5日初版発行、ISBN 978-4-434-27794-8
  10. 2021年6月5日初版発行、ISBN 978-4-434-28900-2
  11. 2022年3月5日初版発行、ISBN 978-4-434-30003-5
  12. 2022年12月5日初版発行、ISBN 978-4-434-31177-2
  13. 2023年9月5日初版発行、ISBN 978-4-434-32505-2
  14. 2024年5月5日初版発行、ISBN 978-4-434-33776-5
  15. 2024年12月31日初版発行、ISBN 978-4-434-35032-0

### きずな文庫版
- 甘沢林檎（著）・ななミツ(イラスト)　『異世界でカフェを開店しました。』アルファポリス〈きずな文庫〉
  1. 2022年10月15日初版発行、ISBN 978-4-434-30986-1

書籍版に加筆したもの